# Airbus Helicopters H175
L'Airbus Helicopters H175, già Eurocopter EC175, o anche Avicopter 352, già Harbin Z-15 nella sua variante su licenza, è un elicottero utility medio della classe da 7 tonnellate biturbina con rotore a cinque pale, progettato e costruito dall'azienda aeronautica francese Eurocopter in partecipazione con quella cinese AVIC-Harbin. I due costruttori hanno stimato per il nuovo elicottero un mercato di 800 esemplari nell'arco di 20 anni.

## Storia del progetto
Il programma dell'EC175 fu avviato nel 2005, con la firma di una partnership industriale paritetica del valore di 600 milioni di dollari tra Eurocopter e HAIG, fabbrica elicotteristica cinese del gruppo AVIC II.
I punti fondamentali del progetto erano un nuovo elicottero appartenente alla classe dei biturbina da 6-7 tonnellate che si collocasse tra le famiglie del Dauphin/EC 155 e quella del Super Puma, avere un raggio operativo di 200 miglia nautiche (370 km) e trasportare 16 persone comodamente.
Lo sviluppo dell'EC175 è avvenuto contemporaneamente in siti distanti tra loro 10.000 km. In Francia il lavoro si è concentrato a Marignane, mentre in Cina se ne sono occupate quattro aziende: Harbin Aviation Industry Group (assemblaggio), CHRD - China Helicopter Research and Development Institute (strutture, impianti e parte propulsiva), Capi (trasmissione) e ZTMW (componenti dinamici). L'industria cinese si sarebbe dovuta occupare delle vendite in Cina e nelle nazioni confinanti mentre Eurocopter delle vendite nel resto del mondo.
Il modello è stato presentato per la prima volta all'Heli-Expo 2008 di Houston. Durante l'esposizione Eurocopter riuscì ad aggiudicarsi 111 ordini da 13 operatori; i clienti di lancio sono stati la britannica Bristow Helicopters e la canadese VIH Aviation Group. Durante lo Zhuhai Airshow del 2008 è stata firmata una lettera di intenti tra HAIG e la compagnia cinese Longken General Aviation Cooperation per la fornitura di 5 Z-15. A gennaio 2010 risultavano ordinati 114 esemplari per 14 clienti.
Il prototipo dell'EC 175 ha effettuato il primo volo ufficiale il 17 dicembre 2009 presso gli stabilimenti dell'Eurocopter di Marignane.
La certificazione EASA, prevista inizialmente per il 2011, è stata concessa nel 2014 a causa di ritardi nell'omologazione della suite avionica. Da marzo 2015 il nome del modello è H175.
Nel dicembre 2014 è entrato in servizio il primo esemplare con la belga Noordzee Helikopters Vlaanderen. A marzo 2019 risultavano in servizio 33 H175.
A fine 2013 l'EC175 ha conquistato due record di velocità ascensionale certificati dalla Fédération Aéronautique Internationale, impiegando 3 minuti e 10 secondi per raggiungere la quota di 3 000 metri e 6 minuti e 54 secondi per raggiungere i 6 000 metri.

## Tecnica
L'H175 è un elicottero biturbina che può essere inquadrato nella categoria dei cosiddetti elicotteri "super-medi" pensato per missioni di trasporto offshore, SAR, HEMS, trasporto VIP e per le forze dell'ordine.
L'H175 è equipaggiato con due turboalberi Pratt & Whitney Canada PT6C-67E da 1 325 kW (2 000 shp) ciascuno controllato tramite FADEC mentre gli AC352 con due Safran Ardiden3C/WZ16 da 1 800 shp. I motori movimentano il rotore principale a 5 pale realizzato in fibra di vetro e di carbonio e il rotore di coda realizzato anch'esso in fibre di carbonio e vetro di diametro di 3,20 m; la gearbox del rotore principale comprende due gearbox secondarie disinnestabili che sostituiscono la auxiliary power unit comportando una riduzione di peso. Può trasportare circa 2 300 litri di combustibile alloggiato in quattro serbatoi collocati nella parte inferiore della fusoliera e può alloggiare un serbatoio ausiliario da 350 litri.
La cellula è realizzata in materiali compositi, è accessibile tramite due portelloni scorrevoli ed è equipaggiata con galleggianti certificati fino a forza 6 da utilizzarsi in caso di ammaraggio e con scialuppe gonfiabili. Il carrello non è retrattile.
L'H175 è equipaggiato con avionica Helionix sviluppata da Airbus e derivata da quella in uso sull'Eurocopter EC225; la suite Helionix comprende un pilota automatico denominato Automatic Flight Control System (AFCS) collegato al Flight Management System e un glass cockpit dotato di quattro schermi LCD; l'elicottero è dotato di TCAS II. La suite Helionix Step 2+ e la successiva Helionix Step 3 consentono di incrementare il peso massimo al decollo ad 8 700 kg e il raggio d'azione di 75 km.

## Utilizzatori

### Civili
Australia
- Babcock Australia[14]

Cliente di lancio nell'emisfero australe.
 Belgio
- Noordzee Helikopters Vlaanderen[15]

 Cina
- SKYCO

6 H175 ordinati l'8 marzo 2024. Airbus Helicopters e SKYCO International Financial Leasing Co.Ltd., un'impresa statale appartenente alla provincia cinese del Guangdong, hanno firmato un contratto per sei elicotteri H175.
 Danimarca
- DanCopter/NHV Denmark[17]

 Messico
- Transportes Aereos Pegaso[18]

 Monaco
- Monacair[19]

Cliente di lancio per la configurazione VIP.
 Paesi Bassi
- Heli Holland[21]

 Regno Unito
- Babcock MCS Offshore[22]
- CHC Scotia[23]
- NHV Helicopters Ltd.[24]

### Governativi
Cina
- Ministero dei trasporti

2 ordinati a marzo 2019
 Hong Kong
- Government Flying Service

7 H175 in servizio.
 Thailandia
- Royal Thai Police

2 H175 consegnati nel settembre 2017.

## Elicotteri comparabili
Italia
- AgustaWestland AW139
- AgustaWestland AW189

 Stati Uniti
- Bell 525
- Sikorsky S-70